# Danske Livregiment
Danske Livregiment (dobesedno slovensko Danski telesni polk) je bil pehotni polk Kraljeve danske kopenske vojske.

## Zgodovina
Polk je bil ustanovljen leta 1763. Leta 2001 je polk prenehal obstajati, ko se je s Sjællandske Livregiment združil v novoustanovljeni Gardehusarregimentet.